# Naturvetenskap och teknik för alla (NTA)
Naturvetenskap och teknik för alla (NTA) är ett skolutvecklingsprogram som startade som ett projekt 1997 i Linköpings kommun, på initiativ av Kungliga Vetenskapsakademien (KVA) och Kungliga Ingenjörsvetenskapsakademien (IVA). Den 17 juni 2003 övergick projektet i driftsfas, i och med att den ekonomiska föreningen NTA Produktion och Service (NTA PoS) höll sin konstituerande stämma. Föreningen bildades av de kommuner (34 st) och fristående skolor (4 st) som då använde sig av NTA för att utveckla undervisningen i naturvetenskap och teknik i de lägre åren i grundskolan. 
Samtidigt fortsatte KVA och IVA sitt engagemang genom att starta NTA Utveckling, för att säkerställa en fortsatt utveckling av NTA:s teman. 2003 fanns det 13 teman anpassade för förskoleklass upp till årskurs 6 i grundskolan. Sedan har ytterligare teman utvecklats. 2013 fanns sammanlagt 21 teman inom NO/teknik, från förskolan upp till årskurs 9. Från och med höstterminen 2010 har även ett matematiktema - Mönster och algebra - introducerats.
Den första juli 2013 övergick ansvaret för att utveckla och utvärdera skolutvecklingsprogrammet till föreningen. I samband med detta bytte föreningen namn till NTA Skolutveckling ekonomisk förening. KVA och IVA fortsätter sitt engagemang genom att ingå i föreningens styrelse och genom att ansvara för ett vetenskapligt råd.
NTA Skolutveckling ekon. förening har stadigt ökat sitt medlemsantal. I augusti 2021 har föreningen 172 medlemmar, varav 138 är kommuner.

## Effekt på undervisningen
I en studie vid Institutet för arbetsmarknads- och utbildningspolitisk utvärdering (IFAU) 2020 konstaterades det att elever som undervisades enligt NTA:s skolutvecklingsprogram fick högre meritpoäng i årskurs 6 i ämnena biologi, fysik, kemi, teknik och matematik jämfört med andra elever. För studien analyserades skolresultat för 123 000 elever. Studien gjordes av Erik Mellander, docent i nationalekonomi vid Uppsala universitet och forskare vid IFAU, och Maria Rasmusson vid Institutionen för pedagogik, didaktik och utbildningsstudier vid Uppsala universitet. Studien visar dock på att elever med utländsk bakgrund inte fick ut samma resultat av undervisning med NTA materialet. I utvärderingen från Lärarhögskolan Stockholm "NTA som kompetensutveckling för lärare" tydde också resultatet på att elever som hade svårigheter med språket inte fick till sig samma kunskap av den NTA styrda undervisningen.